# Carlos Gallego
Carlos Gallego Rodríguez (La Nueva-Langreo, 1958 - Cartagena, 2005) fue un fotógrafo español dedicado al fotoperiodismo.

## Infancia y juventud
Nació en la localidad asturiana de La Nueva, en el concejo de Langreo, pero se trasladó a Cartagena cuando contaba con 17 años. Con algo más de veinte años comenzó a realizar fotografías como aficionado en el marco de la Asociación fotográfica de Cartagena (Afocar). En esta asociación profundizó en el conocimiento técnico y promovió el reportaje fotográfico basado en la profundización de los aspectos humanos y teniendo como referente a Henri Cartier-Bresson.
Un reportaje muy significativo fue el que realizó entre 1983 y 1984 en Nicaragua reflejando la sociedad sandinista y sus ideales de revolución e implicación social, lo que le supuso obtener en 1986 el Premio Nacional Pravda de Fotografía. En 1987 realizó otro reportaje social en la URSS con unos planteamientos estéticos similares.

## Su trabajo en la prensa
En 1988 se producen varias circunstancias que afectan a su futuro trabajo, por un lado, la desaparición de la Asociación fotográfica de Cartagena (Afocar) en la que participaba muy activamente, por otro lado, comienza a trabajar en la plantilla del periódico La Opinión de Murcia, también realizó un reportaje en el Chile del dictador Pinochet para plasmar en imágenes las protestas de los demócratas chilenos contra los militares, que contaban con el apoyo de Estados Unidos.
En 1989 tras un reportaje en Tinduf denunció la situación del pueblo saharaui en el desierto argelino, olvidados por todos los implicados en un proceso de descolonización, el del antiguo Sáhara español, que 30 años después todavía sigue empantanado.
Su trabajo en el diario La Opinión mantuvo sus planteamientos fotográficos aportando materiales documentales, algunos de ellos pudieron contemplarse en 2003 en la exposición presentada en el Centro Histórico Fotográfico de la Región de Murcia (CEHIFORM), en la que se pudieron ver 65 de las fotografías de su vida profesional y con gran parte de ese material se publicó un libro titulado Carlos Gallego 1958-
Falleció en Cartagena el 25 de septiembre de 2005. 